# MikroTik
Mikrotīkls Ltd. (з латис. mikro tīkls означає «мікро-мережі»), відомий як MikroTik — латвійський виробник мережевого устаткування.  Компанія розробляє і продає Ethernet та бездротове мережеве обладнання, зокрема маршрутизатори, мережеві комутатори (світчі), точки доступу, а також програмне забезпечення — операційну систему RouterOS, та допоміжне ПЗ.  Компанія була заснована в 1996 році з метою продажу обладнання на ринках, що розвиваються.  Станом на 2019 рік, в компанії працювало понад 280 співробітників.

### RouterOS
RouterOS — мережева операційна система на базі Linux, розроблена латвійською компанією MikroTik і призначена для установки на маршрутизатори RouterBoard виробництва тієї ж однойменної фірми. Існує можливість установки даної системи на ПК, що дозволить наділити ПК деякими функціями маршрутизатора («перетворення» в брандмауер, VPN — сервер / клієнт, QoS, точку доступу і т. д.). Система також може служити в якості CaPtive — порталу на основі бездротового доступу.
В 1997 році MikroTik створила власне ПЗ — систему RouterOS, що забезпечує розширену стабільність, контроль і гнучкість для всіх типів інтерфейсів передачі даних і маршрутизації. У 2002 році компанія випускає своє чергове дітище — обладнання RouterBOARD. Сьогодні апаратне і програмне забезпечення MikroTik використовують більшість країн по всьому світу для підключення до Інтернету. Компанія має мінімум одного клієнта практично в кожній країні.

### Особливості
- Кілька рівнів ліцензії;
- Підтримка безлічі протоколів і мережевих сервісів;
- Можливість графічної настройки для системного  адміністратора, завдяки спеціальній програмі WinBox;
- Гнучкість, обумовлена величезним числом можливих мережевих функцій, доступних, завдяки даному ПЗ;
- Низька вартість (лідер в своїй ціновій категорії);
- Надійність і стабільність (кількість «багів» при грамотному налаштуванні зводиться до мінімуму; вбудована скриптова мова; технологія Watchdog);
- Доступність оновлень і документації (завантажити образ RouterOS можна на офіційному сайті, навіть без авторизації);
- Єдність операційної системи на будь-якому обладнанні RouterBOARD;
- Ядро системи базується на Linux;
- Відсутність постійної підтримки з боку виробника, як наслідок — висока популярність практики настройки RouterOS в інтернеті.